# Little Wymondley
Little Wymondley – wieś w Anglii, w hrabstwie Hertfordshire. Leży 19 km na północny zachód od miasta Hertford i 48 km na północ od centrum Londynu. W 2015 miejscowość liczyła 988 mieszkańców. Little Wymondley jest wspomniana w Domesday Book (1086) jako Wimundelai.